# In a Man's Womb
In a Man's Womb è il primo album della cantautrice Yael Naim (all'epoca nota semplicemente come Yael), registrato a Los Angeles e pubblicato nel 2001 per l'etichetta EMI.
Si ipotizzava che l'album potesse essere lanciato a livello internazionale, ma ciò non è avvenuto a causa dei suoi deludenti risultati di vendita e dello scarso successo in generale.

## Tracce
1. Cross
2. In A Man's Womb
3. Maître De Mes Rêves
4. Alone
5. In The Desert
6. Hit (Bla...Bla...)
7. Ils Prétendent
8. Books
9. Ca Ne Fait Rien
10. Do I Do
11. Silence
12. Sharvulim
13. Avril